# Alan Baumgarten
Alan Baumgarten (Los Angeles, 1º febbraio 1957) è un montatore statunitense di cinema e televisione.
È stato candidato due volte all'Oscar al miglior montaggio, nel 2014 per American Hustle - L'apparenza inganna e nel 2021 per Il processo ai Chicago 7.

## Filmografia

### Cinema
- 2020: il grande inganno (Rising Storm), regia di Francis Schaeffer (1989)
- Capitan America (Captain America), regia di Albert Pyun (1990) - montatore aggiuntivo
- Kickboxer 2 - Vendetta per un angelo (Kickboxer 2: The Road Back), regia di Albert Pyun (1991)
- Senza limiti 2 (Dead On: Relentless II), regia di Michael Schroeder (1992)
- Il tagliaerbe (The Lawnmower Man), regia di Brett Leonard (1992)
- Da solo contro tutti (Excessive Force), regia di Jon Hess (1993)
- Il signore delle illusioni (Lord of Illusions), regia di Clive Barker (1995)
- Mowgli e il libro della giungla (The Jungle Book: Mowgli's Story), regia di Nick Marck (1998)
- Le avventure di Elmo in Brontolandia (The Adventures of Elmo in Grouchland), regia di Gary Halvorson (1999)
- Christmas in the Clouds, regia di Kate Montgomery (2000)
- Palle al balzo - Dodgeball (Dodgeball: A True Underdog Story), regia di Rawson Marshall Thurber (2004)
- Mi presenti i tuoi? (Meet the Fockers), regia di Jay Roach (2004)
- L'amore in gioco (Fever Pitch), regia di Peter e Bobby Farrelly (2005)
- Charlie Bartlett, regia di Jon Poll (2007)
- Mr. Woodcock, regia di Craig Gillespie (2007)
- Lo spaccacuori (The Heartbreak Kid), regia di Peter e Bobby Farrelly (2007)
- Funny People, regia di Judd Apatow (2009) - montatore aggiuntivo
- Benvenuti a Zombieland (Zombieland), regia di Ruben Fleischer (2009)
- A cena con un cretino (Dinner for Schmucks), regia di Jay Roach (2010)
- 30 Minutes or Less, regia di Ruben Fleischer (2011)
- I Muppet (The Muppets), regia di James Bobin (2011) - montatore aggiuntivo
- Gangster Squad, regia di Ruben Fleischer (2013)
- American Hustle - L'apparenza inganna (American Hustle), regia di David O. Russell (2013)
- L'ultima parola - La vera storia di Dalton Trumbo (Trumbo), regia di Jay Roach (2015)
- Joy, regia di David O. Russell (2015)
- Molly's Game, regia di Aaron Sorkin (2017)
- The Cloverfield Paradox, regia di Julius Onah (2018)
- Venom, regia di Ruben Fleischer (2018)
- Charlie's Angels, regia di Elizabeth Banks (2019)
- Jojo Rabbit, regia di Taika Waititi (2019) - montatore aggiuntivo
- Il processo ai Chicago 7 (The Trial of the Chicago 7), regia di Aaron Sorkin (2020)
- A proposito dei Ricardo (Being the Ricardos), regia di Aaron Sorkin (2021)

### Televisione
- Gli acchiappamostri (Eerie, Indiana) – serie TV, episodi 1x14-1x16-1x18 (1992)
- Capsula di salvataggio (Lifepod), regia di Ron Silver – film TV (1993)
- South of Sunset – serie TV, episodio 1x01 (1993)
- Il ragno e la mosca (The Spider and the Fly), regia di Michael Katleman – film TV (1994)
- Losing Chase, regia di Kevin Bacon – film TV (1996)
- I giorni del pericolo - Fuga da Seattle (Moment of Truth: Into the Arms of Danger), regia di Chuck Bowman – film TV (1997)
- Malcolm (Malcolm in the Middle) – serie TV, 5 episodi (2000)
- FreakyLinks – serie TV, episodi 1x01-1x04 (2000)
- Papa's Angels, regia di Dwight H. Little – film TV (2000)
- The Job – serie TV, 7 episodi (2002)
- Watching Ellie – serie TV, 4 episodi (2002)
- Monte Walsh - Il nome della giustizia (Monte Walsh), regia di Simon Wincer – film TV (2003)
- Una single a New York (See Jane Date), regia di Robert Berlinger – film TV (2003)
- Wonderfalls – serie TV, episodi 1x01-1x04 (2004)
- Recount, regia di Jay Roach – film TV (2008)
- Hawthorne - Angeli in corsia (Hawthorne) – serie TV, episodio 1x01 (2008)

## Riconoscimenti
- Premio Oscar
  - 2014 - Candidatura al miglior montaggio per American Hustle - L'apparenza inganna
  - 2021 - Candidatura al miglior montaggio per Il processo ai Chicago 7
- Premio BAFTA
  - 2021 - Candidatura al miglior montaggio per Il processo ai Chicago 7
- Premio Emmy
  - 2008 - Miglior montaggio single-camera di una miniserie televisiva o film TV per Recount
- American Cinema Editors
  - 1997 - Candidatura al miglior montaggio di un lungometraggio televisivo non-commerciale per Losing Chase
  - 2009 - Miglior montaggio di una miniserie o lungometraggio televisivo non-commerciale per Recount
  - 2014 - Miglior montaggio di un lungometraggio commedia o musicale per American Hustle - L'apparenza inganna
  - 2016 - Candidatura al miglior montaggio di un lungometraggio commedia per Joy
  - 2018 - Candidatura al miglior montaggio di un lungometraggio drammatico per Molly's Game
  - 2021 - Candidatura al miglior montaggio di un lungometraggio drammatico per Il processo ai Chicago 7
- Chicago Film Critics Association Awards
  - 2013 - Candidatura al miglior montaggio per American Hustle - L'apparenza inganna
  - 2020 - Candidatura al miglior montaggio per Il processo ai Chicago 7
- Critics' Choice Awards
  - 2013 - Candidatura al miglior montaggio per American Hustle - L'apparenza inganna
  - 2021 - Miglior montaggio per Il processo ai Chicago 7
- Phoenix Film Critics Society Awards
  - 2013 - Candidatura al miglior montaggio per American Hustle - L'apparenza inganna
  - 2021 - Miglior montaggio per Il processo ai Chicago 7
- Satellite Award
  - 2013 - Miglior montaggio per American Hustle - L'apparenza inganna
  - 2021 - Miglior montaggio per Il processo ai Chicago 7